# Porsgaard
Porsgaard er udskilt som en parcelgård fra Gammel Wiffertsholm i 1840. Gården ligger i Solbjerg Sogn, Hellum Herred, Ålborg Amt, Skørping Kommune. Hovedbygningen er opført i 1840, men er nu nedrevet.
Porsgaard Gods er på 117,5 hektar

## Ejere af Porsgaard
- (1840-1900) Laurids Svanholm
- (1900-1910) Enkefru Birgitte Svanholm
- (1910-) Carl Svanholm
- (1980-1990) Flemming Christian Ramshart Lindgaard
- (1990-1998) B. U. H. L. Randers A/S
- (1998-) Poul Broch Didriksen